# Verfassung Haitis

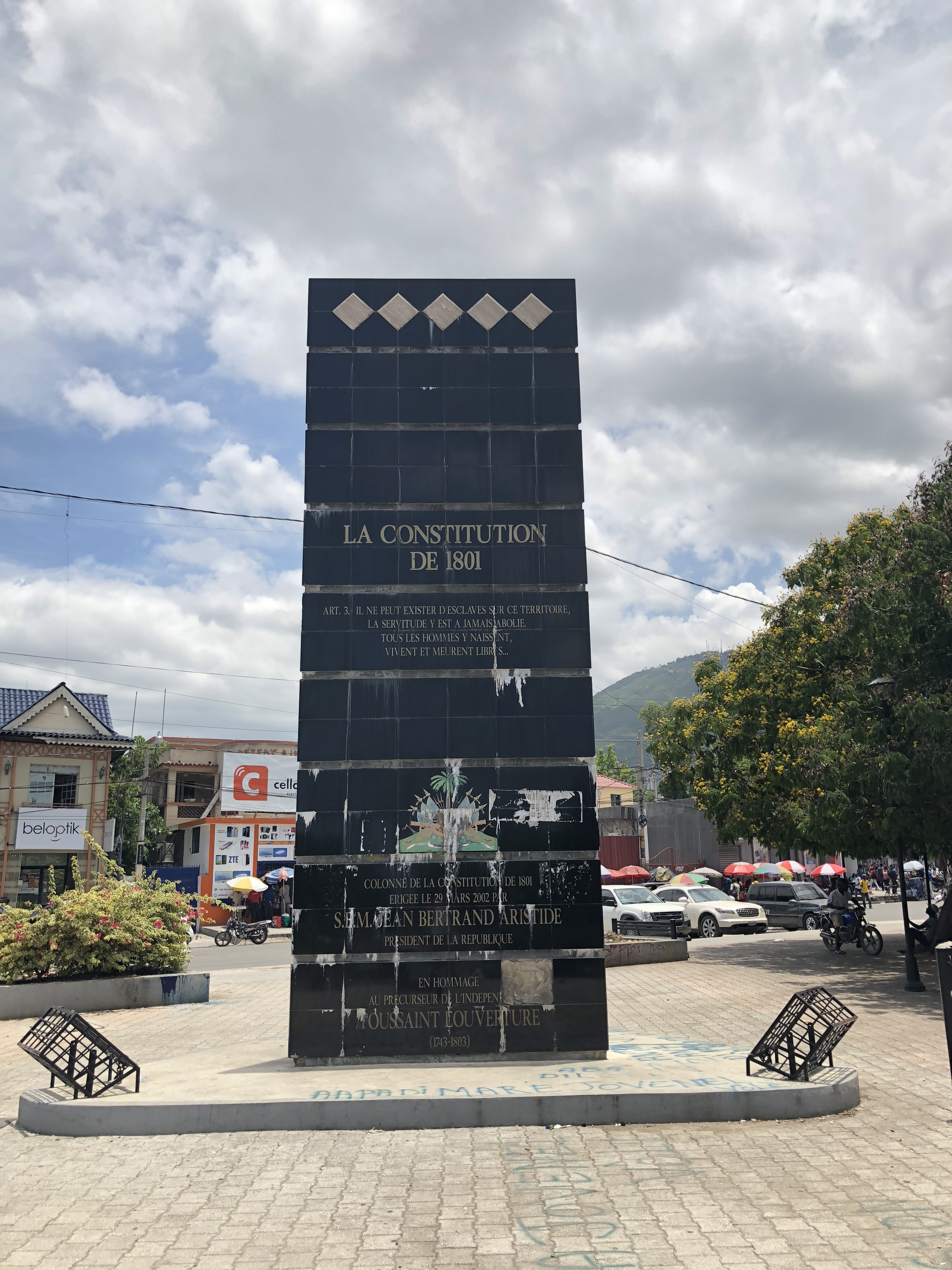
Verfassungsgedenkstein nahe des Champ de Mars im Zentrum von Port-au-Prince (2018)

Die Verfassung Haitis (Französisch: Constitution d’Haïti, kreolisch: Konstitisyon Ayiti) wurde für die unabhängige Republik erstmals im Jahr 1805 beschlossen und orientiert sich in ihrer seit 1987 geltenden, im Jahr 2011 modifizierten Fassung sowohl an der Verfassung der Vereinigten Staaten als auch an der Verfassung Frankreichs und der Verfassung Polens.

## Geschichte
Die von inneren Unruhen, Kämpfen nach außen und Instabilität, die nur durch Diktaturen zeitweise ruhigere Verhältnisse erlebte, gekennzeichnete Geschichte Haitis brachte es mit sich, dass die Verfassung nicht als Rechtsgrundlage des Staatswesens diente, sondern die jeweiligen Machthaber Verfassungen als Legitimation ihrer Herrschaft verabschieden ließen. Entsprechend groß ist die Zahl der Verfassungen und Verfassungsänderungen des Landes.
Bereits vor der Unabhängigkeit vom 1. Januar 1804 bestand im Jahr 1801 für kurze Zeit ein Gebiet, in dem Toussaint Louverture herrschte, der sich dort mittels einer Verfassung zum „Gouverneur auf Lebenszeit“ machte. Ihm wurde ferner das Recht eingeräumt, seinen Nachfolger zu bestimmen. In dem Regelwerk wurde die Sklaverei abgeschafft und die katholische Kirche als einzige Religionsgemeinschaft zugelassen. Importe von Produkten, die auch im Land selbst erzeugt werden konnten, waren verboten.
Im Jahr 1804 wurde eine erste Verfassung der unabhängigen Republik Haiti ausgearbeitet, der im Jahr 1805 eine neue, allgemein anerkannte Version folgte. Bereits im Jahr 1806 gab sich der südliche Teil des Landes, die „Republik Haiti“, eine eigene, von Alexandre Pétion entworfene Verfassung. Im Norden wurde durch eine Verfassung von 1807 ein eigener Staat formalisiert und Henri Christophe zum Präsident auf Lebenszeit bestimmt.
Mit einer neuen Verfassung des Jahres 1811 wurde in dem nördlichen Teil Haitis eine erbliche Monarchie eingeführt und der bisherige Präsident ließ sich unter dem Namen Henri I. zum König krönen. Sowohl die Verfassung von 1807 als auch diejenige von 1811 sah im nördlichen „Königreich“ kein Verbot des Grundbesitzes durch Weiße vor.
In der südlichen „Republik Haiti“ wurde im Jahr 1816 die Verfassung von 1806 dahingehend geändert, dass Alexandre Pétion Präsident auf Lebenszeit wurde. Dieser hatte allein das Recht, in den zwei Kammern des Parlaments Gesetzesvorhaben zu initiieren. Die geänderte Verfassung bestimmte u. a. ferner, dass alle schwarzen, indigenen und gemischt-ethnischen Personen, die sich ein Jahr oder länger auf dem Staatsgebiet aufhielten, das Recht auf die Staatsbürgerschaft hatten.
Am 26. November 1820 fand die Vereinigung beider Teile Haitis zu einer Republik statt.
Unter Präsident Charles Rivière-Hérard wurde am 30. Dezember 1843 eine neue Verfassung verabschiedet. Diese enthielt vor allem wesentliche Schritte zur Schaffung eines unabhängigen Justizwesens. Die Präsidentschaft auf Lebenszeit wurde abgeschafft und die Amtszeit des Präsidenten auf vier Jahre beschränkt. Die Rechte des Präsidenten wurden beschränkt und die Regelung kommunaler Angelegenheiten auf die Gemeinden und Arrondissements übertragen. Der Staatshaushalt wurde der Kontrolle eines Rechnungshofs unterworfen.
Nach dem Verlust des östlichen Teils der Insel Hispaniola wurde Philippe Guerrier Präsident, der die geltende Verfassung „zur Widerherstellung der Ordnung“ weitgehend missachtete und u. a. die zwei Kammern des Parlaments durch einen nicht gewählten Staatsrat ersetzte. In der Amtszeit von Präsident Jean-Baptiste Riché wurde am 14. November 1846 die Verfassung von 1816 mit den meisten der 1843 eingeführten Änderungen wieder in Kraft gesetzt.
Dieser Zustand währte nur bis zum Jahr 1849, als sich am 26. August der von mächtigen elitären Gruppen als Präsident eingesetzte Faustin Soulouque zum Kaiser Faustin I. ausrufen ließ, was durch eine entsprechende Verfassung, die auch den Voodoo-Kult dem katholischen Glauben als Religion gleichstellte, rechtliche Absicherung fand.
In der Amtszeit von Präsident Michel Domingue, der als Repräsentationsfigur ganz unter dem Einfluss seines diktatorisch veranlagten Neffen Septimus Rameau stand, der als Vizepräsident des Staatsrats eigentlich die Geschicke des Landes führte, entstand die Verfassung von 1874. Diese gab der Exekutive weitreichende Eingriffsmöglichkeiten in Legislative und Judikative.
Im Jahr 1876 kam es zu einem Aufstand, in dessen Folge zunächst General Pierre Théoma Boisrond-Canal zum Präsidenten gewählt wurde. Schon im Juli 1879 wurde dieser nach einem blutigen Straßenkampf in Port-au-Prince gestürzt und General Lysius Salomon zum Präsidenten erhoben. Ein Aufstand unter Salomons Rivalen Boyer Bazelais, welcher 1883 in Miragoâne ausbrach, wurde nach hartnäckigen Kämpfen Ende 1883 unterdrückt. Bis 1915 gab es elf weitere Präsidenten. Florvil Hyppolite regierte sechseinhalb Jahre. In der Zeit von 1912 bis 1915 amtierten allein sieben Präsidenten. Diesen unruhigen Zeiten entsprechend entstanden in den Jahren 1879, 1888, 1889 und 1902 neue Verfassungen bzw. bedeutende Verfassungsänderungen.
Während der Besetzung des Landes durch die Vereinigten Staaten (1915 bis 1934) wurde im Jahr 1918 durch eine „Volksabstimmung“, an der sich nur knapp 99.000 Personen beteiligten und 99 Prozent zustimmten, eine neue Verfassung verabschiedet und im Jahr 1932 modifiziert.
Nach Abzug der Amerikaner setzte der nationalistisch ausgerichtete, bereits seit 1930 im Amt befindliche Präsident Sténio Vincent im Jahr 1935 eine Verfassung durch, die demokratische Rechte beschnitt und es dem Amtsinhaber erlaubte, auf unbestimmte Zeit im Amt zu bleiben. Er zog sich aus Altersgründen im Jahr 1941 zurück und überließ sein Amt dem bisherigen Gesandten der Vereinigten Staaten, Élie Lescot. Dieser sorgte 1942 für die erneute Inkraftsetzung der Verfassung in der Version von 1932. Die Regierung von Lescot versank rasch in Korruption und Gewaltherrschaft, was für ein faktisches Abhandenkommen verfassungsgemäßer Zustände führte.
Am 22. November 1946 gelang es unter der Präsidentschaft von Dumarsais Estime, eine neue Verfassung zu verabschieden. Aufstände interner Oppositioneller und Streitigkeiten mit der benachbarten Dominikanischen Republik führten am 15. November 1949 zur Verhängung des Ausnahmezustands. Im Jahr 1950 kehrte das Land auf die Grundlagen der Verfassung zurück.
Im Jahr 1957 kam François Duvalier in einer umstrittenen, da offenkundig beeinflussten, Wahl mit 70 Prozent der Stimmen an die Macht, die er mit einer neuen Verfassung unmittelbar konsolidierte. Im Jahr 1964 legte der Diktator nach, indem er sich mit einer Verfassungsänderung zum Präsident auf Lebenszeit machte. Gleichzeitig wurde das Parlament auf eine Kammer mit 58 Abgeordneten reduziert. Nachdem sein Sohn Jean-Claude Duvalier, von seinem Vater kurz vor dessen Tod eingesetzt, 1971 Präsident wurde, reagierte er im Jahr 1983 mit einer Verfassungsänderung auf wachsenden Unmut in der Bevölkerung. Dieser war durch einen Besuch von Papst Johannes Paul II. im Jahr 1983 und wachsenden Druck der Vereinigten Staaten unter Präsident Ronald Reagan entstanden.
Nach Ende der Duvalier-Ära ernannte sich am 21. März 1986 General Henri Namphy zum Präsidenten. Am 19. Oktober 1986 wurde bei einer nur fünfprozentigen Beteiligung eine verfassunggebende Versammlung gewählt, die für 1987 eine Präsidialrepublik mit einer entsprechenden Verfassung vorbereiten sollte.

## Verfassung von 1987
Am 29. März 1987 wurde die neue Verfassung mit großer Mehrheit vom Volk angenommen. Leslie Manigat wurde im Januar 1988 nach den Vorgaben der neuen Verfassung als Präsident gewählt, aber schon im Juni von den Forces Armées d’Haïti wieder entmachtet. Dies führte zu einer Suspendierung der Verfassung von Juni 1988 bis März 1989. Erst im Jahr 1990 konnte Präsident Hérard Abraham der Verfassung wieder in vollem Umfang Geltung verschaffen und den Weg für freie Wahlen ebnen.
Die Verfassung ist die Grundlage des politischen Systems Haitis. Die Verfassungswirklichkeit ist allerdings sehr kritisch zu sehen.
Die Verfassung von 1987 schloss eine doppelte Staatsangehörigkeit für Haitianer aus. Dies zielte vor allem darauf ab, haitianisch-amerikanische Doppelstaater als Bewerber um das Präsidentschaftsamt Haitis auszuschließen
Die Verfassung gliedert sich wie folgt:
- Präambel
- 1. Abschnitt: Die Republik Haiti
  - Kapitel 1:Hauptstadt, Embleme, Symbole
  - Kapitel 2: Territorium
- 2. Abschnitt: Staatsangehörigkeit
- 3. Abschnitt: Bürger – Rechte und Pflichten
  - Kapitel 1: Definition der Bürgerschaft
  - Kapitel 2: Grundlegende Bürgerrechte
  - Kapitel 3: Pflichten der Bürger
- 4. Abschnitt: Ausländer und Souveränität
- 5. Abschnitt
  - Kapitel 1: Verwaltungsgliederung und Dezentralisierung
  - Kapitel 2: Legislative
  - Kapitel 3: Exekutive
  - Kapitel 4: Judikative
  - Kapitel 5: Oberster Gerichtshof
- 6. Abschnitt: Unabhängige Einrichtungen
  - Kapitel 1: Der ständige Wahlausschuss
  - Kapitel 2: Der Rechnungshof
  - Kapitel 3: Die Vermittlungskommission
  - Kapitel 4: Das Büro zur Wahrung der Bürgerrechte
  - Kapitel 5: Universitäre, akademische und kulturelle Einrichtungen
- 7. Abschnitt: Die öffentlichen Finanzen
- 8. Abschnitt: Der öffentliche Dienst
- 9. Abschnitt
  - Kapitel 1: Wirtschaft und Landwirtschaft
  - Kapitel 2: Umwelt
- 10. Abschnitt: Familie
- 11. Abschnitt
  - Kapitel 1: Streitkräfte
  - Kapitel 2: Polizei
- 12. Abschnitt: Allgemeine Regelungen
- 13. Abschnitt: Verfassungsänderungen
- 14. Abschnitt: Übergangsvorschriften
- 15. Abschnitt: Schlussvorschriften

## Verfassungsänderung von 2012
Folgende Punkte (Auswahl) wurden durch den Gesetzgebungsprozess, der im Mai 2011 abgeschlossen wurde und zu der im Juni 2012 in Kraft getretenen, geänderten Verfassung führte, neu gefasst:
- Abschaffung des Verbots der doppelten Staatsangehörigkeit (Streichung Artikel 13, 14 und 15 der Verfassung von 1987)
- Einführung einer Frauenquote von 30 % auf allen Ebenen, ausdrücklich in staatlichen Stellen (Einfügung Artikel 17-1 in die Verfassung); gilt auch für die Strukturen und Geschäftsordnungen politischer Parteien (Einfügung Artikel 31-1-1 in die Verfassung)
- Festlegung des Termins für die Wahl zur Abgeordnetenkammer (Änderungen und Einfügungen Artikel 90 und folgende der Verfassung)
- Präzisierung der Amtszeit der Senatoren (Änderung Artikel 95 der Verfassung)
- Regelung, dass im ersten Wahlgang zur Präsidentschaft schon eine einfache Mehrheit ausreicht, sofern der zweitplatzierte Kandidat mindestens 25 % weniger Stimmen erhalten hat (eingefügter Zusatz zu Artikel 134 der Verfassung)
- Präzisierung des Termins für Präsidentschaftswahlen (Änderung Artikel 134-2 der Verfassung)
- Die Notwendigkeit der Bestätigung eines vom Präsidenten nominierten Premierministers durch das Parlament entfällt (Neufassung des Artikels 137 der Verfassung)
- Änderung der Ausübung exekutiver Vollmachten im Falle der Abwesenheit eines Präsidenten (Vakanz im Amt) insoweit, als nicht mehr der Vorsitzende Richter des Obersten (Kassations-)Gerichts vertritt, sondern der Premierminister die Geschäfte führt (Neufassung Artikel 149, auch Artikel 159 der Verfassung)
- Einführung der Funktion eines vom Präsidenten interimistisch eingesetzten Premierministers (Änderung Artikel 165 der Verfassung)
- Einführung eines übergeordneten Rates des Justizwesen „Conseil Supérieur du Pouvoir Judiciaire“ (Einfügung Artikel 184-2 in die Verfassung)
- Einführung eines neunköpfigen, aus Legislativem Exekutive und Judikative gebildeten Verfassungsrats zur Gewährleistung der Rechtmäßigkeit von Gesetzen, Verordnungen und Verwaltungsakten (neues Kapitel nach Artikel 190 der Verfassung)
- Die Schlichtungskommission zwischen Parlament und Regierung wurde abgeschafft (Streichung Artikel 206 der Verfassung)
- Die Übergangsbestimmungen der Artikel 285 bis 288 und weitere nach Artikel 291 wurden gestrichen.

Die Bestimmungen bezüglich des ständigen Wahlausschusses (Conseil Électoral Permanent) wurden nicht geändert. Artikel 289 der Verfassung definiert den provisorischen Wahlausschuss, der bis zur Besetzung des permanenten Wahlausschusses dessen Aufgaben wahrnimmt.

## Projekt einer neuen Verfassung 2025
Am 22. Mai 2025 veröffentlichte ein vom Übergangsrat eingesetzter Lenkungsausschuss den Vorentwurf einer neuen Verfassung für Haiti.
Der Bevölkerung wurde bis zum 21. Juni Zeit gegeben, um Kommentare, Anmerkungen und Kritik zu dem Dokument zu äußern. Der Vorsitzende des Ausschusses, Enex Jean-Charles, erklärte am 6. Juni, er habe mehr Reaktionen auf den Vorentwurf erhalten als erwartet.

### Verfassungstexte
Haiti hatte seit Unabhängigkeit, je nach Zählart 22-24 Verfassungen.
- Verfassung 1806, i.d.F. 1816 engl. wikisource
- Constitution du 30 décembre 1843
- Constitution du 19 juin 1918 amendée par le plébiscite des 10 et 11 janvier 1928. Von den amerikanischen Besatzer aufgesetzt, erlaubt ausländischen Grundbesitz
- Constitution de 1935 et ses Amendements mit Änderungen 1939 (Druckausgabe: Le Moniteur, Vol. 17, № 8 (1930), S. 537-541) und 1944
- Constitution de la République d’Haïti, 1957; Port-au-Prince 1957 (Impr. de l'État), Volltext
- Constitution de la République d’Haïti, 1987; engl. Übs. Teilweise außer Kraft 1989–94